# 天然台
天然台又稱天然台世代，是對台灣特定人群的一種稱謂，也是海峽兩岸關係術語之一，意指那些身分認同是「台灣人」的台灣年輕世代，但各界人士對於該詞的詳細定義，仍存在歧見。

## 各界觀點
2015年9月30日，基進側翼（現台灣基進）總召集人陳奕齊在台灣新世紀文教基金會季刊《新世紀智庫論壇》中表示：「台灣當下的青年公民遠非天然獨，而更接近於所謂天然台——一種相當自然且素樸的台灣人認同」，並表示「（天然台是）相當脆弱的，忘卻欠缺國際承認的台灣，其國民身分認同隨時可能受到蟄伏潛藏的『中國白蟻』給嚙食蛀空」。
2015年12月26日，《中時電子報》社論表示：「天然台不該拿來被操作成天然獨，熱愛鄉土的意識也不該演化成追求獨立（台灣獨立）的政治訴求」。
2016年後，中华全国台湾同胞联谊会副會長颜珂、前中國國民黨副主席郝龍斌、前中國國民黨青年團總團長呂謦煒、前中國國民黨副主席胡志強、國立中山大學公共事務研究所教授汪明生、前中華民國行政院院長江宜樺及新黨副主席李胜峰等人皆紛紛表示天然台不是天然獨，或表示天然台不是台獨。
2017年11月7日，中國國民黨籍前立法委員羅志明在北京的座談會表示：「1990年代出生的年輕人，跟大陸（中國大陸）沒有聯結，所以就漸漸的會變成一個天然台或者天然獨」。
2020年中華民國大選結果出爐，中國國民黨大敗。同年1月14日，前中華民國副總統呂秀蓮針對《天下雜誌》的2020年國情調查作出解讀：「40歲以上很習慣中華民國，所以喜歡中華民國的多；40歲以下喜歡台灣」，並表示：「年輕人不見得是天然獨，而是天然台」。同月，中國國民黨籍台北市議員徐巧芯表示：「（天然台）對於大陸的距離越來越遠，所以與其說是天然台，更認為是天然華，他仍然知道自己是中華民國的國民，那我們簡稱它、概稱它叫做台灣」。
2020年5月20日中華民國總統府舉行總統就職典禮，同日台北市市長柯文哲召開記者會表示：「過去有個名詞叫『天然獨』，更精確說法應該是『天然台』，因為：生活在這片島上的人，他就是台灣人」。
2021年8月6日，台灣民眾黨2週年黨慶，柯文哲說，目前台灣「政媒合一」的政治現況，以國家機器與大眾媒體來打擊反對者，讓很多過去民主進步黨的老前輩都感嘆「打倒國民黨的威權統治，卻換來另一種型態的威權」；天然台是台灣民眾黨對於台灣認同的主張，「台灣」二字應該是大家共有的，「台灣」二字不應該是任何政黨綁架人民、煽動對立的代名詞。